# Timothy Kirkhope
Timothy John Robert Kirkhope, baron Kirkhope of Harrogate (ur. 29 kwietnia 1945 w Newcastle upon Tyne) – brytyjski prawnik i polityk, w latach 1987–1997 deputowany Izby Gmin, poseł do Parlamentu Europejskiego V, VI i VII kadencji, par dożywotni.

## Życiorys
W latach 1953–1962 uczęszczał do Newcastle Royal Grammar School, a w latach 1964–1969 do College of Law w Guildford. Podjął praktykę w zawodzie prawnika. W 1999 został przewodniczącym stowarzyszenia Conservative Friends of Israel. Objął też stanowisko dyrektora firmy Bournemouth and West Hampshire Water Company PLC.
W latach 1982–1986 był radnym rady hrabstwa Somerset, a od 1987 do 1997 deputowanym do Izby Gmin z okręgu Leeds North East. W latach 1992–1995 był lordem komisarzem skarbu, od 1995 do 1996 pełnił funkcję wiceszambelana dworu królewskiego, a w latach 1995–1997 był podsekretarzem stanu w ministerstwie spraw wewnętrznych.
W 1999, 2004 i 2009 uzyskiwał mandat posła do Parlamentu Europejskiego. W latach 1999–2004 był wiceprzewodniczącym Delegacji do Wspólnej Komisji Parlamentarnej Europejskiego Obszaru Gospodarczego, a od 2007 do 2009 wiceprzewodniczącym Komisji Spraw Konstytucyjnych. W 2009 został zastępcą Michała Kamińskiego – przewodniczącego nowo powstałej grupy europarlamentarnej Europejscy Konserwatyści i Reformatorzy.
W 2016 został parem dożywotnim. Odszedł w konsekwencji z Europarlamentu, zasiadając w Izbie Lordów.